# Machilipatnam
Machilipatnam (telugu మచిలీపట్నం; nota anche come Bandar, Krishna, Masulipatnam, Masulipatam) è una suddivisione dell'India, classificata come municipality, di 183.370 abitanti, capoluogo del distretto di Krishna, nello stato federato dell'Andhra Pradesh. In base al numero di abitanti la città rientra nella classe I (da 100.000 persone in su).

## Geografia fisica
La città è situata a 16° 10' 0 N e 81° 7' 60 E e ha un'altitudine di 13 m s.l.m..

## Società

### Evoluzione demografica
Al censimento del 2001 la popolazione di Machilipatnam assommava a 183.370 persone, delle quali 91.400 maschi e 91.970 femmine. I bambini di età inferiore o uguale ai sei anni assommavano a 19.158, dei quali 9.622 maschi e 9.536 femmine. Infine, coloro che erano in grado di saper almeno leggere e scrivere erano 126.677, dei quali 67.120 maschi e 59.557 femmine.